# ملعب المحوط
ملعب المحوط هو ملعب يقع في حي الصريف جنوب غرب الصريف في ينبع البحر في السعودية، أطلق عليه هذا الاسم لأنه محاط بالحجارة، يبلغ طوله 43 مترا وعرضه 27 مترا، تأسس عام 1420.